# Le novelle della nonna
Le novelle della nonna. Fiabe fantastiche è una raccolta di quarantacinque storie fantastiche scritte da Emma Perodi, inserite dentro una cornice narrativa ambientata nella fine dell'Ottocento.

## Trama
Il "quadro" narra la storia della famiglia Marcucci, famiglia contadina con struttura patriarcale che abitava in un podere del Casentino. Come d'abitudine, ogni domenica sera d'inverno, i familiari si radunavano davanti al focolare e la Nonna Regina raccontava ai nipoti, ai figli e alle nuore le vicende che, come tradizione, erano a quell'epoca quasi tutte a sfondo religioso e nelle quali angeli e santi erano sempre pronti a difendere il malcapitato dal diavolo di turno.

Tutte le fiabe fantastiche che la nonna racconta nei vari capitoli sono ambientate nel Casentino e si denota il rapporto non certo amichevole che questa popolazione ha con Firenze.

## Edizioni
- Emma Perodi, Le novelle della nonna. Fiabe fantastiche, Roma, Perino, 1893.
- Le novelle della nonna. Fiabe fantastiche, Firenze, Adriano Salani, 1906. - riedite Collezioni "Biblioteca Salani Illustrata" e "I libri dei ragazzi" di Salani fino agli anni '30.
- Firenze, Salani, 1948, in 5 volumi, Collana "I libri delle novelle", con illustrazioni di Ezio Anichini
- Firenze, Salani, 1961, in 5 volumi, Collana "I primi grandi libri", con illustrazioni di C. Vitoli Russo
- Torino, Einaudi, Collezione I Millenni, 1974-1997; Collana Einaudi tascabili, 1993.
- Torino, Collana I big, Newton Compton, 2002; Collana I Mammut, 2013.